# Kees Kwakman
Kees Kwakman (Purmerend, Holanda, 10 de junio de 1983) es un futbolista neerlandés. Puede jugar de defensor o centrocampista y su equipo actual es el FC Augsburg de la 2. Bundesliga de Alemania.

## Clubes
| Club           | País     | Año       |
| -------------- | -------- | --------- |
| FC Volendam    | Holanda  | 2003-2006 |
| RBC Roosendaal | Holanda  | 2006-2008 |
| NAC Breda      | Holanda  | 2008-2010 |
| FC Augsburg    | Alemania | 2010-     |